# Horný Smokovec
Horný Smokovec  est une localité fondée en 1926 par la construction de pensions familiales à 955 m d'altitude. Elle est actuellement entièrement consacrée au tourisme et aux sport d'hiver.